# فتحي العريبي
فتحي العريبي واسمه باللغة الإنجليزية :(Fathi El-Areibi ) فنان تشكيلي وكاتب ليبي مستقل. رئيس تحرير مجلة كراسي، وهي أول مجلة إلكترونية لها سبق الريادة باللغة العربية وفي جميع لغات العالم المتخصصة في أدبيات وفنون الكراسي

## تاريخ الميلاد ومكانه
ولد فتحي العريبي - صباح يوم الأحد 15 مارس 1942 (حي - الصابري ) بنغازي – ليبيا . وتوفي يوم الخميس 2 0 . 04 . 2015 الوضع الاجتماعي : متزوج من السيدة : فوزية فتحي أبوشويقير.
الحالة الفنية : متفرغ لأعماله الفنية والأدبية : Freelance

## علي صعيد التصوير الضوئي
أشتغل الفنان فتحي العريبي في مطلع شبابه مصورا صحفيا : ( 1964 -1968 ) بصحيفة الحقيقة في بنغازي ومجلتي الإذاعة وليبيا الحديثة في مدينة طرابلس ، ثم تحول إلى التصوير السينمائي للأفلام الإخبارية والتسجيلية بإدارة الأعلام والثقافة بوزارة الأعلام كمندوب لمجلة الجريدة المصورة في بنغازي ، وحين أفتتح التلفزيون الليبي في ديسمبر عام 1968 أسس به قسم التصوير السينمائي والمعامل الفنية وغرف التوليف فيما أسندت إليه إدارة هذا القسم . كما حقق سلسلة من معارض التصوير الضوئي يزيد عددها عن ستين معرضا فرديا وجماعيا داخل ليبيا وخارجها : أثينا - روما - فاليتا - باريس - لندن - لستر - دمشق - بغداد - الإسكندرية - القاهرة - تونس . وأقيم معرضه الأول في بنغازي ضمن فاعليات النشاط المتكامل بنادي النجمة عام 1965.

## جوائز في التصوير الضوئي
1. أفضل إنتاج فوتوغرافي لعام 1986 - من مجلة : ( فن التصوير ) في بيروت .
2. الجائزة الذهبية عن محور الطفولة - معرض نيسان الثاني للصورة العربية في بغداد عام 1990 .
3. جائزة الفاتح العظيم التقديرية للفنون والآداب لسنة 1999 - لدوره الريادي في فن التصوير,
4. شهادة ودرع تكريم لدوره الصحفي الريادي ، من قبل الهيأة العامة للصحافة - 2010 وهو تكريم يحدث لأول مرة في تاريخ الصحافة الليبية

## الكتب التي أعدها في السينما والتصوير الضوئي
1. المتفرج الوحيد ( سينما + 95 صورة فوتوغرافية ) بنغازي عام 1975 - منشورات مجلة : جيل ورسالة - الكشفية - الإصدار رقم 15
2. الدليل إلى فن الصورة والتشكيل – عام 1998 - الدار الجماهيرية – مصراته
3. دليل أجهزة التصوير الضوئي - عام 1998 - الدار الجماهيرية – مصراته
4. تاريخ التصوير الصحفي في ساحات القتال – عام 1998 - الدار الجماهيرية – مصراته
5. العين الثالثة ( أساليب ومناهج في التصوير الضوئي عند أشهر المصورين في العالم ) سرت عام 2005 – مجلس الثقافة العام
6. الدليل الميسر للتصوير بالكاميرا الرقمية – طرابلس عام 2010 المؤسسة العامة للثقافة
7. كما له كتاب حول القضية الفلسطينية موجه للفتيان والفتيات - عنوانه : ( البعد الثاني للقضية )- منشورات عام 1984 - المنشأة العامة للنشر والتوزيع والإعلان – طرابلس

## في الإخراج التلفزيوني والإذاعة المسموعة
كتب وصور وأخرج سلسلة من الأفلام السينمائية القصيرة 16 mm
1. مجرد أحلام - 1971
2. دقات الساعة - 1972
3. الأطفال أطفال - 1972
4. الخلية والعسل - 1973
5. العودة إلى بيسان - 1974
6. المحاضرة – 1975

## إخراج البرامج المرئية
1. حياتنا الجديدة – وثائقي 1970
2. طريق البناء - وثائقي 1971
3. أغاني الحياة - موسيقي 1973
4. ألوان – منوعات 1974
5. عارفين ومش عارفين - للأطفال 1975
6. قوس قزح- ثقافي 1985
7. أبعاد مرئية - ثقافي1987

أعد وأخرج للإذاعة المسموعة مجموعة كبيرة من البرامج الثقافية منها
1. شريط تسجيل (1981 – 1985 ) أسبوعي في 30 دقيقة – 150 حلقة، ونال من خلال بعض حلقاته الخاصة بالتصوير شهادة أفضل إنتاج فوتوغرافي لعام 1986 - تقديم ابنته آمال العريبي وآخرون
2. أبعاد تشكيلية ( لإذاعة بنغازي المحلية ) سنة 1997 - يومي في 15 دقيقة – 65 حلقة - إخراج : نبيل العريبي

## الدراسة والدورات الفنية التخصصية
1. أُوفد في شهر يونيو من عام 1969 في دورة فنية للتصوير السينمائي والمونتاج إلى ألمانيا

بمدينة ميونخ لدي شركة : أري – ARRI .
1. دورة فنية في الإخراج التلفزيوني وكتابة السيناريو - لدي شركة : فيز نيوز – Visnews - لندن 1978 - وتحصل في نهاية الدورة علي الترتيب الأول بفيلمه التسجيلي – الحياة في الشمع - Life in Waz وموضوعه : متحف الشمع في لندن
2. دورة متقدمة بالمركز العربي للتدريب الإذاعي والتلفزيوني بدمشق 1988 في كتابة السيناريو - نال

علي أثرها شهادة بتقدير : ممتاز - عن كتابة سيناريو : الوردة الحمراء - بطله صبي لمسح الأحذية في الشوار

## أنشطة ثقافية أخرى
1. مجلة الثقافة العربية ( شهرية ) بنغازي - زاوية : فضاءات - في الفنون التشكيلية
2. مجلة الإذاعة ( شهرية ) طرابلس - زاوية : أدبيات الفن التشكيلي
3. صحيفة الجماهيرية ( يومية ) طرابلس - الملف الثقافي والملف الفني
4. صحيفة الشمس ( يومية ) طرابلس
5. كما كتب وصور العديد من المقالات والتحقيقات المصورة في المجلات : البيت - المرايا – لا - وكذلك في صحف : الفاتح – الزحف الأخضر – أخبار بنغازي - المؤتمر – المجال
6. كما نشرت له مقالات فنية وتشكيلية في صحيفة :( أخبار الأدب ) القاهرية ومجلة :( فن التصوير ) في بيروت

## في مجال التدريس التخصصي
قام بتدريس مادة :( الإعداد الإذاعي والمرئي ) بجامعة قاريونس بكلية الآداب - قسم الإعلام عام 1985
وكذلك تدريس مادة التصوير الضوئي بثانوية الفنون والإعلام في بنغازي عام 1997

## الروابط والنقابات والنوادي التي يحمل عضويتها
1. رابطة الأدباء والكتاب الليبيين – بنغازي
2. الرابطة العامة للفنانين الليبيين – بنغازي
3. النقابة العامة للمصورين والرسامين والخطاطين – بنغازي
4. نقابة الصحفيين – بنغازي
5. نادي الكاميرا – لندن
6. الجمعية المالطية للتصوير – فالييتا
7. نادي فن التصوير – دمشق
8. الجمعية العراقية للتصوير – بغداد
9. نادي الكاميرا ( اتيليه الإسكندرية ) الإسكندرية
10. صالون مصر للتصوير – القاهرة

وهو يري في مجملها أنه ليس لها أي تأثير إيجابي في مسيرته الفنية والأدبية

## مخطوطاته غير المنشورة
1. هديل الحمامة البيضاء : دراسة أدبية وتشكيلية
2. فضاءات تشكيلية : قراءات في الفن التشكيلي
3. دولة النساء : مبدعات عربيات في الأدب والفن

```
 متوفر بهيئة كتاب إلكتروني علي هذا الرابط : 
```

http://www.kraassi.com/dwla_index.htm
1. السيدة فيروز : لمحات من سيرتها الفنية ومختارات من أغانيها وصورها النادرة

```
متوفر بهيئة كتاب إلكتروني علي هذا الرابط :
```

http://www.kraassi.com/index_fairouz.htm
1. العين في أغنية أم كلثوم – كلمات الأغاني التي غنتها عن العين مع ذكر المؤلفين والملحنين لهذه الأغاني

## مرسم عش الحمامة
في خريف العام 1990 .. ترك نهائيا العمل الوظيفي الرسمي بالدولة ليتفرغ لتنظيم أرشيفه المصور الضخم والانصراف كليا لإعماله الفنية الخاصة مركزا نشاطه علي التصوير الضوئي وتطويره والقيام بالتصميم الفني للملصقات وأغلفة الكتب وفنون الجرافيك من خلال الحاسب الآلي في مرسمه الذي يسميه منذ عام 1975 باسم : عش الحمامة وله مبدأ في الفن هو : الفن للحب الذي أخذ من : الفن للفن – الشكل ومن الفن للحياة – المضمون
-
المزيد من التفاصيل حول : مرسم عش الحمامة
http://www.kraassi.com/esh.htm

## الوصلات الخارجية
- صفحته بفيس بوك :https://www.facebook.com/fathi.elareibi
- تغريده علي تويتر : https://www.twitter.com/FathiElAreib